# 씰 온라인
《씰 온라인》(Seal Online)은 한국 개발사 플레이위드게임즈에서 개발한 대규모 다중 사용자 온라인 롤플레잉 게임이다. 2003년 7월 16일 오픈베타를 시작하였다. 2007년에 YNK코리아로 인수됐고, 2009년부터 와이엔케이 게임즈(현 플레이 위드 게임즈)에서 현재까지 서비스 중이다. 최초로 카툰렌더링을 적용한 게임으로 귀여운 그래픽과 개그 요소로 많은 인기를 끌었다.
인도네시아,태국,일본,북미 등에 서비스 되고 있으며 차후 중국까지 확장할 예정이다.

## 개요
PC 패키지 게임 SEAL~운명의 여행자들~을 바탕으로 둠. 씰 온라인은 그의 속편이다. 씰온라인의 NPC인 듀란,아루스,발데아,클레어를 주인공으로 한 RPG로 본작보다 몇 년전의 이야기를 그리고 있다. 버그나 시스템의 편리성에 다소 어려움도 있지만, 스토리를 높게 보는 유저가 많다.
씰온라인의 핵심인 메인퀘스트는 이 운명의 여행자들을 플레이하지 않으면 이해하기 어려운 부분이 많다.

## 역사
2003년 3월 경 클로즈베타로 테스트했다. 2003년 7월 16일, 오픈베타로 유저를 모집하면서 최초로 게임을 대중에 공개했다.
한국에서 먼저 서비스를 시작한 후 인도네시아, 태국, 일본, 북미를 포함한 전세계로 서비스를 확장했다.